# 음력 12월 13일
음력 12월 13일은 음력 12월의 13번째 날이다.

## 사건
- 1894년 - 홍범 14조 반포.

## 문화
- 1979년 - 부산대교 완공.
- 1998년 - 강원 동계 아시안 게임 개막.

## 탄생
- 1901년 - 대한민국의 가톨릭 성직자 노기남.
- 1963년 - 대한민국의 배우 이병준.
- 1980년 - 대한민국의 배우 강동원.
- 1981년
  - 일본의 배우 도미타 쇼.
  - 대한민국의 성우 이지현.
  - 대한민국의 방송인 에이미.
- 1989년
  - 대한민국의 배우, 가수 손지현.
  - 대한민국의 프로게이머 이제동(이블 지니어스).
  - 대한민국의 야구 선수 박세혁.
  - 대한민국의 가수 양지은.
- 1990년 - 대한민국의 야구 선수 정형식.
- 1992년 - 대한민국의 배우 박경혜.
- 1993년 - 대한민국의 전 가수 영재.
- 1994년 - 대한민국의 가수 제이어스 (온앤오프).
- 1995년 - 대한민국의 가수 도영 (NCT).
- 2003년 - 대한민국의 배우 김주아.

## 사망
- 1393년 - 조선 태조의 1왕자 진안대군.
- 2013년 -
  - 대한민국의 야구감독 김정수
  - 대한민국의 배우 겸 가수 한지서(한나).

## 같이 보기
- 음력 360일: 1월 2월 3월 4월 5월 6월 7월 8월 9월 10월 11월 12월
- 전날:12월 12일 다음날:12월 14일 - 전달:11월 13일 다음달:1월 13일
- 양력:12월 13일
- 음력, 윤달